# 大家 (节目)
《大家》，是中国中央电视台科学教育频道（CCTV-10）一款著名的人物访谈栏目，栏目以记者面对面采访文化、生物、医学、教育、经济等各方面的杰出专家学者的形式呈现，主要讲述人文文化和人文精神，详细介绍专家学者的成长成才的人生过程和对社会国家民族的贡献，以历史资料、珍贵影视和图片讲述真实真切的人生轨迹，让专家学者的成长经历激励观众。
该节目于2019年9月18日播出最后一期后停播并由新节目《人物·故事》取代。

## 沿革
2003年5月18日，《大家》正式在中国中央电视台科学教育频道（CCTV-10）首次播放，播出时间是每周日晚上的21点55分。
2005年9月13日，《大家》又在中国中央电视台综合频道（CCTV-1）以重播的形式播放，后来重播取消。

## 部分名录
- 《陈忠实 寻找白鹿原》
- 《一代名医吴阶平》
- 《缅怀季羡林》
- 王蒙，作家。
- 于蓝，江姐扮演者。
- 黄永玉，画家。
- 吴良镛
- 许倬云
- 祝榆生
- 任继愈
- 郑小瑛
- 谭维四
- 卢兆荫
- 秦怡，雕刻家。